# Kuressaare
Kuressaare (in tedesco Arensburg) è una piccola città dell'Estonia occidentale, con una popolazione leggermente inferiore ai quindicimila abitanti. Costituiva fino al 2017 un comune autonomo, successivamente fuso insieme agli altri comuni dell'isola nel nuovo comune di Saaremaa.
È capoluogo della contea di Saaremaa, sorge lungo la costa meridionale dell'isola di Saaremaa e si affaccia sul Golfo di Riga, a circa 215 km dalla capitale Tallinn.
L'elemento di spicco del panorama di Kuressaare è il castello medioevale cittadino, costruito nel XIII secolo.

## Storia
La città si è sviluppata nel tempo intorno al suo castello, citato per la prima volta nel 1381, e fin dalle origini è stata inserita nel circuito commerciale della Lega Anseatica.
Utilizzata come presidio fortificato dai vescovi di Ösel-Wiek, nel 1559 venne ceduta alla Danimarca, che nel 1563 le riconobbe lo status di città per decisione di Magnus di Livonia, fratello del re di Danimarca Federico II.
Nel 1645 il Trattato di Brömsebro sancì il passaggio di Saaremaa sotto il dominio svedese, che diede nuovo impulso allo sviluppo del capoluogo. Nel 1710, durante la Grande guerra del Nord, la città venne parzialmente distrutta da un incendio. Alla conclusione del conflitto, nel 1721, il Trattato di Nystad sancì il passaggio dell'isola, come di tutta l'Estonia, all'Impero russo.
Nel corso del XIX secolo vennero costruiti numerosi centri termali; nel 1918, con l'indipendenza estone, la città abbandonò il nome germanico di Arensburg, con il quale era stata sempre identificata da tedeschi, danesi e svedesi, e assunse quello estone di Kuressaare.
Un nuovo mutamento venne imposto durante il periodo di occupazione sovietica (che avevano invaso l'intera Estonia nel 1940) nel 1952, che ribattezzarono la città Kingissepa in onore di Viktor Kingissepp, bolscevico originario di Saaremaa.
Nel 1988 la città riprese il nome estone ed alla vigilia della seconda indipendenza, nel 1990, fu la prima città estone a rivendicare il proprio diritto all'autogoverno e l'indipendenza.

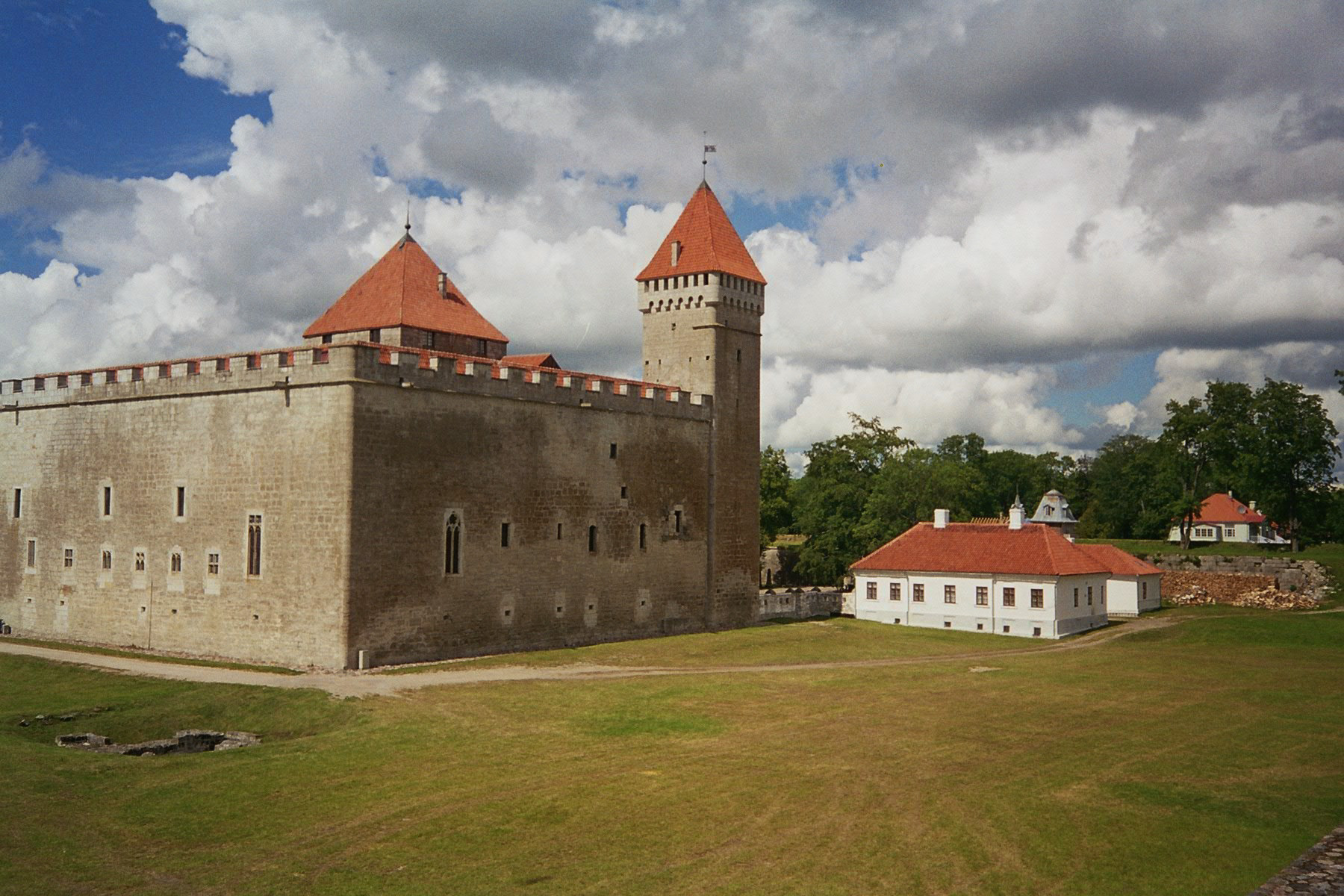
Il castello medioevale

## Monumenti e luoghi d'interesse

### Il castello
Il castello sorge al centro di un'isola artificiale collocata all'estremità meridionale della città. Di forma quadrangolare, è circondato da un fossato e circondato da un ampio parco. Menzionato per la prima volta nel 1381 ma risalente probabilmente alla metà del XIII secolo, deve la sua conformazione attuale agli interventi danesi del XVII secolo. Attualmente ospita il Museo regionale di Saaremaa.

### Il comune

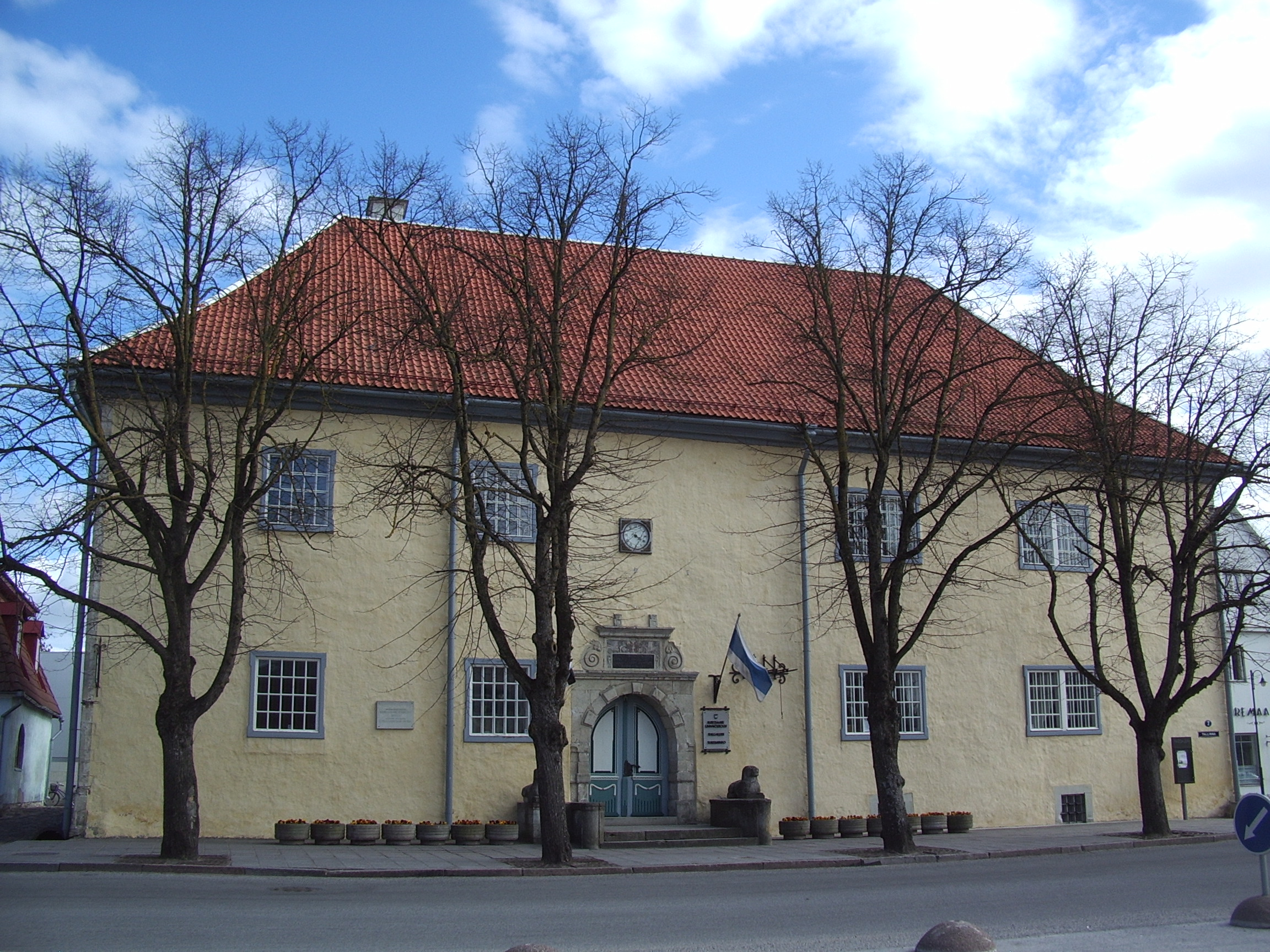
Il comune

Il comune (raekoda in estone) risale al 1670 e sorge nella piazza centrale della città. Sul lato orientale sono scolpiti due leoni in pietra, a guardia di un portale sormontato da un'epigrafe che recita, in latino: "SEMPER OFFICIO FUNGITUR UTILITATI HOMINUM CONSULENS ET SOCIETATI: ANNO MDCLXX" ("Che sempre si adempia all'interesse degli uomini e si provveda alla società. Anno 1670").

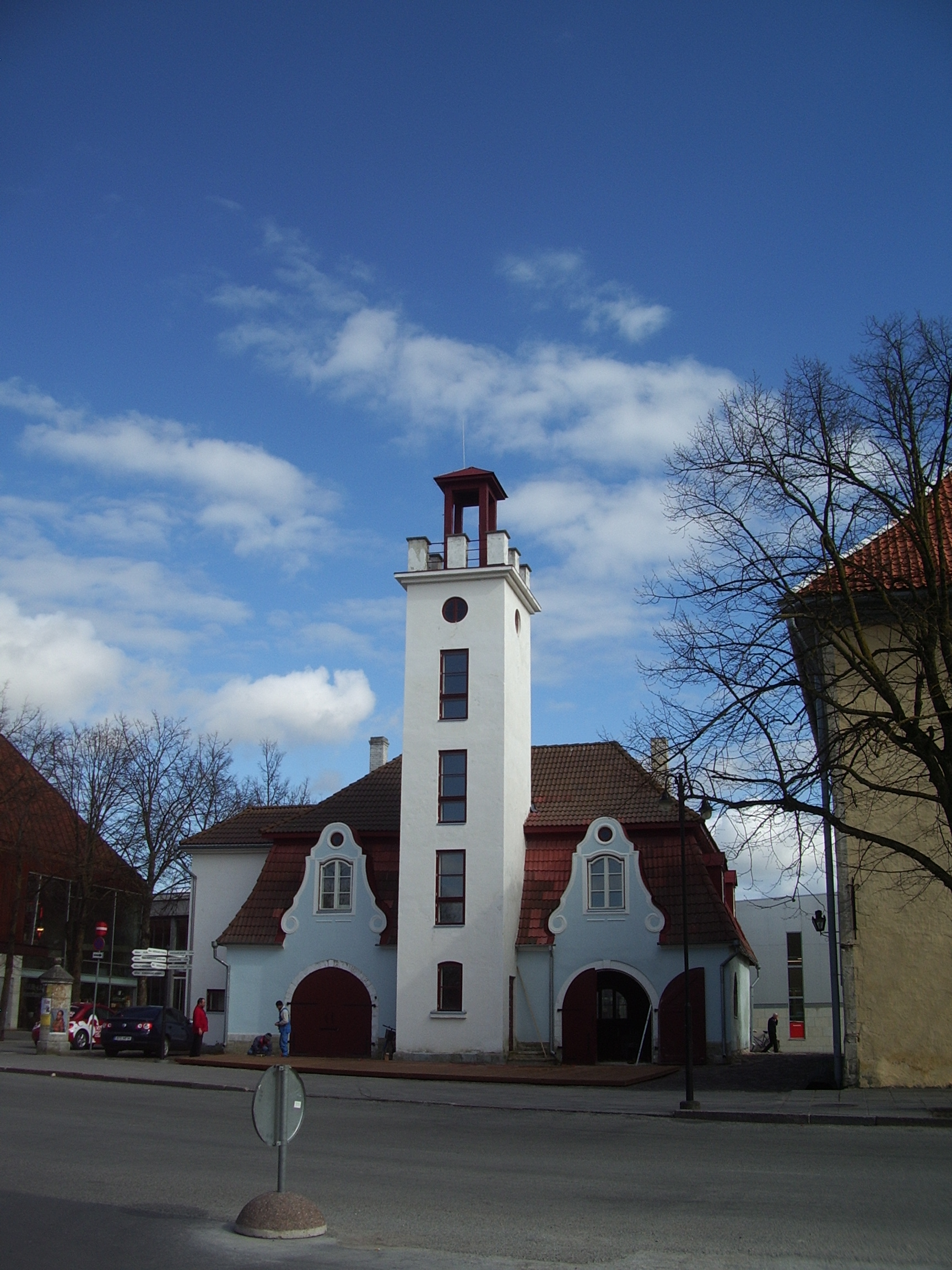
Vecchia caserma dei vigili del fuoco

### Le chiese
Sempre nella piazza principale sorge la chiesa luterana, mentre quella ortodossa si trova a metà strada tra la piazza e il castello.

### I musei
Il castello ospita il Museo regionale di Saaremaa, mentre un altro piccolo museo è dedicato al linguista Johannes Aavik.

## Infrastrutture e trasporti
Kuressaare è servita dall'aeroporto di Kuressaare, situato 3 km a sud-est dal centro cittadino.

## Amministrazione

### Gemellaggi
- Ekenäs
- Kuurne
- Mariehamn
- Rønne
- Skövde
- Talsi
- Turku
- Vammala

## Sport

### Calcio
La squadra principale della città è il Kuressaare.